# Zion (Nevis)
Zion ist eine Siedlung im Parish Saint George Gingerland auf der Insel Nevis in Saint Kitts and Nevis. Sie liegt ca. 3 km östlich der Siedlung Stonyhill.